# Poród lotosowy
Poród lotosowy – poród, w czasie którego nie odcina się pępowiny, a noworodek jest połączony z łożyskiem aż do jego samoistnego odpadnięcia, które następuje zazwyczaj po kilku dniach, w wyniku zaschnięcia pępowiny. Metoda ta stosowana jest rzadko i wg stanu wiedzy medycznej z roku 2017 nie są znane ani pozytywne, ani negatywne (wydłużenie okresu poporodowego lub powikłania okresu noworodkowego) skutki jej stosowania. Zwraca się jednak uwagę, że martwe łożysko wypełnione krwią stanowi dobre podłoże do rozwinięcia się infekcji bakteryjnej, która może przenieść się na dziecko. Brytyjski Royal College of Obstetricians and Gynecologists w roku 2008 wydał oświadczenie ostrzegające przed potencjalnym ryzykiem takiego porodu oraz brak korzyści pozostawienia łożyska. W roku 2017 opisano jeden przypadek idiopatycznego zapalenia wątroby powiązany z porodem lotosowym. 